# Venonia infundibulum
Venonia infundibulum là một loài nhện trong họ Lycosidae.
Loài này thuộc chi Venonia. Venonia infundibulum được J. S. Yoo & Volker W. Framenau miêu tả năm 2006.